# Jessica Turner
Pour les articles homonymes, voir Turner.
Jessica Turner (née le 8 août 1995 à Derby) est une athlète britannique spécialiste du 400 mètres haies.

## Biographie
Elle est médaillée d'argent du 400 mètres haies lors des championnats d'Europe espoirs 2017 à Bydgoszcz et médaillée d'argent du relais 4 x 400 m aux championnats d'Europe par équipes 2019.
Elle remporte la médaille de bronze du  relais 4 x 400 m lors des championnats du monde 2019 à Doha après avoir participé aux séries.